# Teoria generale dell'occupazione, dell'interesse e della moneta
La Teoria generale dell'occupazione, dell'interesse e della moneta (in lingua inglese The General Theory of Employment, Interest and Money) è il saggio economico più importante dell'economista inglese John Maynard Keynes, che, con esso, ha gettato le fondamenta del moderno pensiero macroeconomico. Pubblicata per la prima volta nel 1936, dando vita alla cosiddetta rivoluzione keynesiana nel modo in cui gli economisti e gli uomini di governo vedono l'economia della nazione, specialmente riguardo all'opportunità dell'intervento pubblico nell'economia tramite l'azione sulla domanda aggregata, ne scaturì una visione dell'economia politica e della politica economica che – sebbene integrata, in alcuni modelli, con alcune conclusioni dell'economia neoclassica – rimase pressoché egemone fino al fiorire, negli anni settanta, del monetarismo.

## Descrizione

### Contesto storico
(J. M. Keynes, Teoria Generale dell'Occupazione, dell'interesse e della moneta, cap. 1)
La Teoria generale venne pubblicata nel 1936, quando ancora erano pienamente in atto le conseguenze del "Giovedì nero" e della Grande depressione. Il reddito nazionale degli Stati Uniti calò del 38 per cento tra il 1929 e il 1932, i prezzi si dimezzarono e la disoccupazione raggiunse livelli estremamente alti. Nel periodo tra il 1929 e il 1933, il tasso di disoccupazione passò dal 3 per cento al 25 per cento. In questa situazione la validità della legge di Say, in base alla quale è sempre verificata l'equivalenza tra produzione e domanda e, di conseguenza, è impossibile che il sistema economico funzioni al di sotto della piena occupazione, fu messa decisamente in dubbio. La crisi andava avanti da oltre sei anni e tra le ricette suggerite dall'ortodossia economica dell'epoca (quella che oggi viene definita economia neoclassica) non c'erano rimedi adatti alla gravità della situazione.
In questo contesto trovava terreno fertile l'opposizione alla teoria ortodossa. Come sostenuto, tra gli altri, dall'economista e storico del pensiero economico John Kenneth Galbraith, l'opera di Keynes, il quale imputò la crisi al livello estremamente basso degli investimenti, «dovette in gran parte la sua accettazione alla Grande depressione e all'incapacità degli economisti classici di affrontare con successo quell'evento intimamente sconvolgente».

### Tema dell'opera

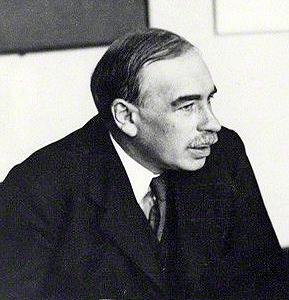
John Maynard Keynes, l'autore della Teoria generale

Nel suo libro Esortazioni e profezie, Keynes aveva lamentato i suoi frustranti tentativi di alterare l'opinione pubblica durante la Grande depressione dei primi anni trenta. La Teoria generale rappresentò il suo principale tentativo di cambiare il quadro analitico di riferimento per il pensiero macroeconomico.
In breve, la Teoria generale argomenta che il livello della domanda aggregata (in un sistema chiuso agli scambi con l'estero, la domanda aggregata è pari alla somma tra consumo e investimento, pubblico e privato) in un'economia moderna è determinato da una serie di fattori: la propensione marginale al consumo (la percentuale di un aumento di reddito che i cittadini scelgono di spendere per l'acquisto di beni e servizi) e l'investimento in beni capitali (a sua volta dipendente dal tasso di interesse, che ne influenza il costo, e dal tasso di rendimento atteso, attraverso il confronto con l'efficienza marginale del capitale). Il livello del tasso di interesse è, poi, fortemente influenzato dalla preferenza per la liquidità.
La principale argomentazione di Keynes è che in un'economia funestata da una debole domanda aggregata (come nel caso della Grande depressione), con una sentita difficoltà a procedere verso la crescita del reddito nazionale, il governo – o, più in generale, il settore pubblico – ha la possibilità di incrementare la domanda aggregata tramite la spesa pubblica per l'acquisto di beni e servizi, fattore esogeno e finalizzato all'aumento di occupazione. Ciò potrà essere finanziato anche tramite politiche di deficit di bilancio; l'indebitamento pubblico, sotto determinate ipotesi, non aumenterà il tasso di interesse al punto di scoraggiare l'investimento privato.

### Piano dell'opera
L'opera è preceduta da quattro prefazioni: la prefazione generale e le prefazioni per le edizioni tedesca, giapponese e francese. Seguono sei libri:
- Libro primo. Introduzione, capitoli I-III, nel quale si spiega il significato del titolo dell'opera, vengono richiamati i princìpi della teoria economica ortodossa dell'epoca (da Keynes denominata economia classica) e viene introdotto il principio della domanda effettiva.
- Libro secondo. Definizioni e idee, capitoli IV-VII. Nel primo capitolo del libro Keynes si sofferma sulle unità di misura da adottare nell'analisi economica. Nel secondo descrive il modo attraverso il quale le aspettative influenzano la produzione e l'occupazione. Negli ultimi due capitoli del libro, infine, definisce reddito, risparmio e investimento.
- Libro terzo. La propensione al consumo, capitoli VIII-X. Nei tre capitoli del libro si analizzano i fattori oggettivi e soggettivi che determinano la propensione al consumo degli operatori e l'influenza che la propensione marginale al consumo ha sul valore del moltiplicatore degli investimenti.
- Libro quarto. L'incentivo ad investire, capitoli XI-XVIII. Gli otto capitoli che compongono il libro quarto descrivono le determinanti dell'investimento. In essi Keynes definisce l'efficienza marginale del capitale e il ruolo delle aspettative a lungo termine. Vengono poi confrontate le teorie del tasso di interesse: la teoria "generale" e quella "classica". Nel quinto capitolo del libro (capitolo XV) vengono spiegate le motivazioni psicologiche e commerciali che stanno dietro a quella che viene chiamata preferenza per la liquidità. I capitoli successivi sono dedicati alla natura del capitale, alle proprietà essenziali del tasso d'interesse e della moneta e ad una riesposizione della teoria "generale" dell'occupazione.
- Libro quinto. Salari monetari e prezzi, capitoli XIX-XXI. Il libro quinto si occupa del mercato del lavoro (attraverso lo studio delle variazioni dei salari monetari e l'introduzione della funzione dell'occupazione) e della teoria dei prezzi.
- Libro sesto. Brevi note suggerite dalla teoria generale, capitoli XXII-XXIV. Le "note" di Keynes alla sua Teoria generale riguardano il ciclo economico, il mercantilismo, le leggi sull'usura, la moneta stampigliata e le teorie del sottoconsumo. Infine, viene delineata una filosofia sociale che dovrebbe guidare le decisioni dei politici, derivante dalle conclusioni della Teoria generale.

### Titolo
Nel primo, breve capitolo della sua opera, Keynes spiega i motivi che lo hanno spinto a intitolarla Teoria generale. Ciò che, secondo l'economista di Cambridge, differenzia la sua analisi della macroeconomia da quella fino ad allora prevalente (che egli definisce economia classica, comprendendo in questa definizione le opere di Alfred Marshall, John Stuart Mill, Francis Ysidro Edgeworth e Arthur Cecil Pigou), sta nel considerare quanto sostenuto dai suoi predecessori come valido solo in un caso particolare, un equilibrio non sempre verificato nella realtà. La sua teoria, invece, è generale.

## Temi ed idee

### La discontinuità con la teoria preesistente: il mercato del lavoro
Nel secondo capitolo, che fa parte dell'introduzione dell'opera, Keynes individua gli assunti che ritiene fondamentali della teoria economica ortodossa dell'epoca e mette in luce i punti verso i quali è maggiormente critico. Keynes ritiene che, dal punto di vista della teoria dell'occupazione, la teoria classica si basi su due postulati fondamentali:
- Il salario è uguale al prodotto marginale del lavoro.
- L'utilità del salario, per un dato ammontare di lavoro occupato, è uguale alla disutilità marginale di quell'ammontare di occupazione.

Il primo postulato, che Keynes accetta, si basa sull'ipotesi che il salario di un lavoratore è uguale al prodotto in più che viene ottenuto tramite il lavoro dell'ultimo salariato impiegato, o, più precisamente, il valore del prodotto che andrebbe perduto rimuovendo un'unità di occupazione. Il secondo, sul quale l'economista di Cambridge basa la sua critica, significa che i lavoratori accettano un salario reale che, secondo loro, è sufficiente a mobilitare l'ammontare di occupazione offerto. Conseguenza di questi due postulati è che, secondo gli economisti neoclassici (in senso keynesiano), non può esistere disoccupazione involontaria, ma solo frizionale e volontaria.
Il primo tipo di disoccupazione è, per così dire, fisiologico in una società dinamica: infatti riguarda tutti quei casi di lavoratori non impiegati temporaneamente perché si stanno spostando da un lavoro ad un altro, o si verifica a causa di errori di calcolo da parte delle imprese, o per altri motivi di tipo organizzativo. Il secondo tipo di disoccupazione è dovuto alla volontà, da parte dei lavoratori, di non accettare il salario che equivale al prodotto marginale che essi vanno ad aggiungere alla produzione. Secondo i neoclassici, le imprese spingono la produzione fino a quando la produttività marginale è uguale ai salari reali e, di conseguenza, l'unico limite all'occupazione è dato proprio dal livello dei salari reali, in quanto le imprese tendono a portare sempre più in alto il livello della produzione per ottenere maggiori ricavi.
Keynes muove due obiezioni a questo modo di pensare, partendo dall'ipotesi (che egli considera ampiamente verificabile nella realtà dei fatti) che vi sono lavoratori che sarebbero disposti ad accettare il salario corrente, ma restano comunque non occupati. In primo luogo, sostiene Keynes, «i lavoratori non guardano al salario reale (se non in casi eccezionali, come, ad esempio, di iperinflazione), ma a quello monetario». Essi non usciranno dal mercato del lavoro perché, ad esempio, i prezzi sono aumentati (e sono diminuiti, quindi, i salari reali). Al massimo, lo faranno quando diminuiscono i salari monetari. Inoltre, i lavoratori (o, meglio, le organizzazioni che firmano i contratti collettivi) non decidono in base ai salari reali, sui quali non possono influire, ma in base a quelli monetari. Di conseguenza, il salario reale non può essere considerato come uguale alla disutilità del lavoro, perché i lavoratori non possono far sì che i due valori coincidano.
Keynes non esclude, quindi, la possibilità che esista disoccupazione involontaria, che egli definisce in questi termini:

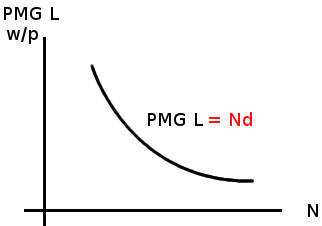
La curva della produttività marginale ha un andamento decrescente nella teoria neoclassica e in quella keynesiana. Keynes, però, a differenza dei suoi predecessori neoclassici, non la vede anche come curva della domanda di lavoro. Questa variabile è influenzata, nella sua visione, dal livello della domanda aggregata.

La causa della disoccupazione, di conseguenza, è da ricercare al di fuori del mercato del lavoro. Quest'ultimo, infatti, come è stato sottolineato, è un mercato il cui comportamento è passivo, nel senso che l'equilibrio nel mercato del lavoro deriva da forze esterne ad esso. Nell'opera viene ipotizzato che la causa della disoccupazione involontaria vada ricercata in uno scarso livello della domanda aggregata. Keynes, come è stato già detto, non rifiuta il primo postulato, ovvero la correlazione tra produttività marginale del lavoro e salari reali, ma inverte l'ordine causale fino ad allora prevalente. Non sono i salari reali a influenzare la produttività marginale del lavoro. Al contrario, data la curva di produttività marginale del lavoro, la domanda aggregata determina «il volume dell'occupazione, e questo volume dell'occupazione corrisponde univocamente ad un dato livello di salari reali; ma queste relazioni non sono reversibili». La curva della produttività marginale va vista come tale, non come una curva della domanda di forza lavoro da parte degli imprenditori in relazione ai salari. In base al livello dell'occupazione, viene stabilito il livello dei prezzi e quindi, dati i salari monetari (che vengono decisi tramite la contrattazione collettiva), dei salari reali. Dal punto di vista logico, il livello dell'occupazione viene prima di quello dei salari reali.
Qualora il livello della domanda e della produzione fosse basso, è vero che i salari reali aumenterebbero, ma i lavoratori non potrebbero decidere di abbassarsi il salario reale e provocare un aumento dell'occupazione. Sempre nelle parole di Keynes, «una discesa dell'occupazione, benché comporti necessariamente che i lavoratori ricevano un salario equivalente ad una maggiore quantità di merci-salario, non è dovuta necessariamente al fatto che i lavoratori domandino una maggior quantità di merci-salario».

### La critica alla legge di Say
La critica all'altro pilastro della teoria neoclassica, la legge di Say, è il terzo grande punto di discontinuità tra Keynes e i suoi predecessori. Per la legge di Say (che prende il nome da Jean-Baptiste Say, economista classico) «l'offerta crea la propria domanda»: la domanda si adegua alla produzione, al punto tale che non è possibile che ciò che viene prodotto resti invenduto, perché la produzione genera un reddito di importo equivalente e il reddito, a sua volta, viene sempre speso per intero per acquistare merci. La spiegazione neoclassica di questa legge consiste nel sostenere che c'è un prezzo (che in questo caso è il tasso di interesse) che porta sempre in equilibrio risparmio e investimento, in modo da far sì che domanda e offerta di beni vengano eguagliate. Keynes non contesta l'ipotesi che la produzione generi un reddito di importo equivalente, bensì si concentra sull'ipotesi successiva: il fatto che tutto il reddito venga speso (prima o poi) è, a suo avviso, un'assunzione errata, e la spiegazione va cercata soprattutto nelle motivazioni che determinano le scelte di investimento.

### La legge della domanda effettiva
In un diagramma cartesiano, in ordinata è riportato il livello della domanda aggregata ({\displaystyle AD}) e in ascissa il livello della produzione ({\displaystyle Y}). Dall'origine degli assi è tracciata una retta inclinata a 45 gradi, che è la retta sulla quale si trovano tutte le possibili posizioni di equilibrio ({\displaystyle AD=Y}, la domanda è uguale alla produzione): la produzione non potrà attestarsi su punti al di fuori della retta, in quanto questi ultimi rappresentano situazioni di disequilibrio tra domanda e offerta. Affinché sia determinato il livello di produzione che l'industria metterà in atto, tra gli infiniti punti di equilibrio sulla retta {\displaystyle AD=Y}, c'è bisogno di un ulteriore elemento: il livello della domanda aggregata, rappresentato dalla retta di colore blu. Nel punto in cui le due rette si incontrano, il livello della produzione è tale che la domanda (retta blu) è uguale all'offerta. Quando la domanda è maggiore della produzione, le scorte si esauriranno e le imprese decideranno di produrre di più in un periodo successivo, generando un aumento del reddito distribuito. Il ragionamento inverso può essere fatto in caso di eccesso di offerta. Di conseguenza, a livelli più alti della domanda aggregata (a posizioni più elevate della retta blu) corrisponderanno livelli più alti di produzione. Graficamente, elevando la posizione della retta blu, il punto in cui essa incontra la retta a 45 gradi è corrispondente ad un livello più alto di {\displaystyle Y}, cioè della produzione.
Alla pars destruens consistente nel rifiuto della legge di Say, fa seguito una pars costruens, nella quale l'autore cerca di spiegare da cosa è determinato il reddito di equilibrio. Keynes individua la determinante principale del reddito di equilibrio nel livello della domanda effettiva.
Per Keynes gli imprenditori adeguano la produzione in base al ricavo che pensano di ottenere da un determinato livello di occupazione. L'obiettivo degli imprenditori è quello di massimizzare i propri profitti. Il profitto dell'imprenditore, sommato al costo dei fattori della produzione, costituisce il ricavo totale di un dato livello di occupazione. Indicando con {\displaystyle D} il ricavo previsto da un dato livello di occupazione {\displaystyle N}, e con {\displaystyle Z} il prezzo complessivo di offerta, sempre con lo stesso livello di occupazione {\displaystyle N}, agli imprenditori converrà produrre fino a quando {\displaystyle D=Z}. Finché {\displaystyle D>Z}, agli imprenditori converrà aumentare la produzione, perché potranno ottenere maggiori profitti. Aumenterà, quindi, l'occupazione {\displaystyle N}. Aumentando l'occupazione, aumenteranno anche i costi di produzione ({\displaystyle Z}) e, di conseguenza, {\displaystyle D} e {\displaystyle Z} tenderanno ad eguagliarsi. Il livello di {\displaystyle D} per il quale questo valore è uguale a quello di {\displaystyle Z} viene detto domanda effettiva. La produzione andrà ad attestarsi al livello della domanda effettiva e l'occupazione verrà adeguata allo scopo.
Maggiore è il ricavo che gli imprenditori pensano di ottenere, maggiore sarà la produzione, e maggiore sarà l'occupazione necessaria. {\displaystyle D}, ovvero il ricavo previsto dagli imprenditori, è la somma di due quantità: {\displaystyle D_{1}}, la spesa in consumi prevista dall'imprenditore, e {\displaystyle D_{2}}, la spesa in nuovi beni capitali (o investimento) sempre come prevista dall'imprenditore. {\displaystyle D_{1}}, a sua volta, dipende dalla propensione al consumo, dalla percentuale di reddito, cioè, che i suoi percettori decidono di destinare all'acquisto di beni di consumo. Quando l'occupazione {\displaystyle N} aumenta, nella teoria keynesiana, aumenta il reddito ed aumenta la domanda di beni di consumo ({\displaystyle D_{1}}); quest'ultima aumenta meno del reddito, perché i percettori di reddito non consumeranno tutto ciò che percepiscono. Di conseguenza, ferma restando la propensione al consumo, se {\displaystyle D_{2}} non aumenta, agli imprenditori non converrà più mantenere il precedente livello di occupazione, perché {\displaystyle D} sarebbe minore di {\displaystyle Z} ed essi produrrebbero in perdita. Un basso livello di {\displaystyle D_{2}}, secondo Keynes, può portare ad un equilibrio stabile di sotto-occupazione. La cosa più grave che l'autore della Teoria generale sottolinea, inoltre, è che più una società è ricca, meno spenderà per i propri consumi e maggiore sarà la necessità di {\displaystyle D_{2}} nella prospettiva di una piena occupazione. Non solo: una società ricca ha, di regola, una gran quantità di capitale già accumulato, e le opportunità di investimento necessarie a far crescere {\displaystyle D_{2}} sono più scarse che in una società povera (la quale, inoltre, spende gran parte del proprio reddito in beni di consumo, facendo aumentare {\displaystyle D_{1}} e rendendo meno drammatica la necessità di investimenti in beni capitali).
A ben vedere, dire che l'investimento non è sufficiente a colmare il divario tra {\displaystyle D_{1}} e {\displaystyle D}, cioè tra la domanda per consumi e reddito, equivale a dire che il risparmio è maggiore dell'investimento, perché la differenza tra il consumo e il reddito derivante da una determinata produzione è il risparmio. Di conseguenza, Keynes sostiene che la collettività non può risparmiare per un ammontare minore rispetto all'investimento, in quanto questo farebbe aumentare il reddito ed anche il risparmio, fino a quando risparmio e investimento tornano ad uguagliarsi. Lo stesso vale nel caso in cui il risparmio eccede il livello dell'investimento. Questo in quanto, come si è visto, se l'investimento è minore del risparmio, agli imprenditori converrà diminuire il volume della produzione (perché la domanda sarà minore dell'offerta), e, quindi, diminuirà il reddito. La diminuzione del reddito farà scendere anche il livello del risparmio, fino a quando questo andrà ad eguagliare l'investimento. Il ruolo dell'investimento nella crescita del reddito viene approfondita nel decimo capitolo, dedicato al cosiddetto moltiplicatore degli investimenti e della produzione.

### Le componenti della domanda aggregata: la propensione al consumo
Il terzo e il quarto libro della Teoria generale sono dedicati alle componenti della domanda aggregata: rispettivamente essi trattano del consumo e dell'investimento, ovvero dei motivi che spingono a consumare (o non consumare) e ad investire.
La propensione al consumo è definita come il rapporto tra il consumo e il reddito. Indicando con {\displaystyle C_{w}} il consumo espresso in termini di unità di salario, con {\displaystyle Y_{w}} il livello del reddito espresso sempre in unità di salario e con {\displaystyle \chi } la propensione al consumo, si potrà scrivere:
{\displaystyle C_{w}=\chi \left(Y_{w}\right)}
Il valore della propensione al consumo è determinato da due ordini di fattori: i fattori oggettivi e quelli soggettivi. I fattori oggettivi che contribuiscono alla determinazione del valore della propensione al consumo sono vari. Il primo è una variazione dell'unità di salario, che porterà i consumi a variare nella stessa direzione. Il ruolo di questo tipo di variazioni nella propensione al consumo è comunque già insito nella formula vista, nella quale consumi e reddito sono espressi, appunto, in unità di salario. Altro fattore che determina il valore di {\displaystyle \chi } è una variazione della differenza tra reddito e reddito netto. Quando la relazione tra reddito e reddito netto è stabile, si può tener conto del reddito; quando la relazione non è stabile, si può tener conto del reddito solo laddove questo influisca sul reddito netto. Ancora in riferimento al reddito netto, Keynes dà molta importanza a variazioni accidentali dei valori capitali delle quali non si è tenuto conto nel calcolare il reddito netto. Il quarto fattore che può influire sulla propensione al consumo è il tasso di interesse, ma l'effettivo ruolo di questa variabile è considerato molto incerto. Se è vero che il tasso di interesse ha poca importanza nel determinare la propensione al consumo, ciò non vale per il ruolo che il tasso di interesse gioca nel determinare le somme effettivamente destinate al consumo: il valore del tasso di interesse, infatti, influisce sul livello degli investimenti e, quindi, sul valore della domanda effettiva e sul reddito distribuito. Cambiando il valore del reddito, può quindi cambiare il valore della spesa in consumi senza che si modifichi la propensione al consumo. Anche la politica fiscale ha un suo ruolo, soprattutto laddove venga utilizzata per distribuire più equamente il reddito. Sempre nell'ambito della politica fiscale, viene sottolineato che la costituzione di fondi per l'ammortamento dei debiti statali ha un suo ruolo sul valore della domanda effettiva, in quanto è un vero e proprio risparmio forzato. L'ultimo fattore oggettivo è costituito dalle variazioni nelle aspettative sulla relazione fra il livello presente e futuro del reddito, ma viene trattato in modo molto superficiale perché considerato molto poco importante e, comunque, troppo incerto. In definitiva, Keynes considera la propensione al consumo come una funzione molto stabile e questi fattori oggettivi, sebbene non vadano trascurati, non sono molto importanti.
Lo stesso dicasi per i fattori di tipo soggettivo che possono spingere a consumare o, in alternativa, a risparmiare. Per quel che riguarda gli individui, i fattori che possono influenzare la propensione al consumo (e quindi al risparmio) sono: la necessità di dar vita a una riserva per affrontare imprevisti, la volontà di risparmiare per investimenti futuri (ad esempio nell'educazione dei figli), il progetto di godere del tasso di interesse, o di una spesa progressivamente crescente. Inoltre è possibile che gli individui vogliano risparmiare per avere un maggior senso di indipendenza economica, per avere disponibile moneta per progetti speculativi o commerciali, per costituire un'eredità o per avarizia pura e semplice. Anche l'amministrazione pubblica e le società hanno motivazioni per decidere di risparmiare: la costituzione di una riserva atta a investire ulteriormente senza indebitamento, la volontà di detenere una certa somma liquida per far fronte ad emergenze, il movente del miglioramento, atto a dar vita ad un reddito crescente, e la prudenza finanziaria. Anche gli elementi soggettivi, comunque, sono considerati come statici e non influiscono sulla stabilità del rapporto tra consumi e reddito.

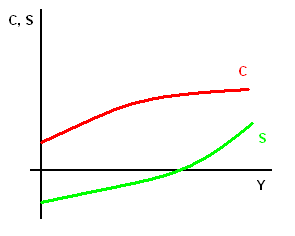
Le curve del consumo (rossa) e del risparmio (verde) in funzione del reddito.

Nel descrivere la forma che la funzione del consumo assume in funzione del reddito, si ipotizza che di norma il consumo aumenta con l'aumentare del reddito, ma non tanto quanto aumenta il reddito. In termini matematici, «{\displaystyle \Delta C_{w}} ha lo stesso segno di {\displaystyle \Delta Y_{w}}, ma è inferiore, ossia {\displaystyle dC_{w}/dY_{w}} è positiva e inferiore all'unità». Ne consegue che, all'aumentare del livello del reddito, il consumo crescerà, ma crescerà sempre di meno. La funzione del consumo viene così ad essere crescente in maniera decrescente. Conseguenza diretta di quanto affermato, è che il livello del risparmio, invece, è una funzione crescente in maniera crescente. Questo è compatibile con l'affermazione che, all'aumentare del reddito, se non aumentano anche gli investimenti, i consumi non cresceranno a sufficienza per mantenere quel determinato livello dell'occupazione. Un basso livello degli investimenti ({\displaystyle I<S}) farà tendere il livello dell'occupazione e del reddito distribuito verso il basso, e il processo andrà avanti fino a quando il risparmio scenderà ad un punto tale che il livello degli investimenti sia sufficiente ({\displaystyle I=S}) a mantenere quel determinato livello di occupazione.

### La propensione marginale al consumo e il moltiplicatore keynesiano
Nel 1931, l'economista inglese Richard Ferdinand Kahn pubblicò un articolo nel quale introduceva una relazione tra il livello dell'occupazione e quello degli investimenti. Nella Teoria generale, partendo da questo modello, denominato moltiplicatore dell'occupazione, John Maynard Keynes introduce il concetto di moltiplicatore dell'investimento. Un ruolo importante, nella formulazione della teoria, viene giocato da quella che viene chiamata propensione marginale al consumo, cioè l'aumento del consumo dovuto a un aumento del reddito. In termini matematici, la propensione marginale al consumo è data dalla formula {\displaystyle dC_{w}/dY_{w}}. Il moltiplicatore dell'investimento ha un valore strettamente legato a quello della propensione marginale al consumo. La formula cui viene applicato il moltiplicatore è la seguente:
{\displaystyle \Delta Y_{w}=k\Delta I_{w}}
Grazie a questa formula, viene descritto l'effetto che un aumento degli investimenti ha sulle variazioni del reddito, data la propensione marginale al consumo. {\displaystyle \Delta Y_{w}} è la variazione del reddito misurato in termini di unità di salario, {\displaystyle \Delta I_{w}} è la variazione degli investimenti misurati in termini di unità di salario e {\displaystyle k} è il moltiplicatore dell'investimento. La propensione marginale al consumo è pari a {\displaystyle 1-{\frac {1}{k}}}, e si può quindi concludere che il valore del moltiplicatore è pari al reciproco della propensione marginale al risparmio. Più sarà alta la propensione marginale al consumo (più bassa, dunque, la propensione marginale al risparmio), più ampio sarà l'effetto dell'aumento degli investimenti sul reddito. Ne deriva che, in una collettività nella quale la propensione marginale al consumo è pari al 90%, cioè a {\displaystyle {\frac {9}{10}}}, il valore di {\displaystyle k} sarà pari a 10.
Il finanziamento degli investimenti è affidato al maggiore risparmio derivante dall'aumento del reddito. «Il moltiplicatore ci indica di quanto l'occupazione deve aumentare per far aumentare il reddito reale in misura sufficiente ad indurre il pubblico ad accantonare il necessario risparmio aggiuntivo. [...] Se il risparmio è la pillola e il consumo è la marmellata, la nuova marmellata deve esser proporzionata alla grandezza della pillola aggiuntiva».
L'effetto degli investimenti può essere parzialmente eliso da alcuni fattori, soprattutto laddove gli investimenti sono di natura pubblica. In questi casi, potrebbe verificarsi un aumento del tasso di interesse e del costo dei beni capitali, il che potrebbe portare a un minore investimento da parte dei privati. Lo stesso effetto potrebbe essere causato da una diminuzione della fiducia nella crescita dell'economia. Bisogna, inoltre, tener conto del fatto che in un sistema aperto agli scambi con l'estero, l'aumento della domanda viene in parte rivolto ai beni esteri (anche se questo elemento porta ad un aumento del reddito estero e, quindi, ad una maggiore domanda estera, anche per beni nazionali). Infine, laddove vi siano aumenti consistenti del reddito, bisogna considerare anche la diminuita propensione marginale al consumo. Per descrivere quantitamente questi effetti di elisione, Keynes prende in prestito un'analisi di Kahn in base alla quale se un'economia fosse caratterizzata, in quanto sistema chiuso, da un moltiplicatore pari a 5, questo, in un sistema aperto e con le complicazioni introdotte, andrebbe a scendere tra 2 e 3. Ciò non significa, però, che il ruolo del moltiplicatore vada trascurato.
Gli effetti del moltiplicatore sono sintetizzabili dicendo che un aumento dell'investimento fa aumentare l'occupazione nei settori che producono beni capitali. L'aumento dell'occupazione, però, non si ferma a questi settori, ma, tramite l'aumentato consumo dei fattori che partecipano alla produzione dei beni capitali, si estende anche alle imprese che producono beni di consumo. Questo processo va avanti ad ondate sempre meno consistenti, dovute alla forma decrescente della propensione marginale al consumo. Questi effetti possono essere considerati istantanei laddove gli aumenti di investimento siano del tutto previsti dalle imprese che producono beni di consumo, mentre possono essere differiti nel tempo in caso contrario. Ciò non viene considerato, dall'autore, influente sulla validità della teoria.
In conclusione del capitolo dedicato al moltiplicatore, Keynes utilizza una metafora, quella dello "scavar buche", contro i principi del laissez-faire. Effettuare investimenti considerati parzialmente improduttivi può essere più utile che effettuarne di totalmente improduttivi, ma più accettabili politicamente (come i sussidi di disoccupazione). La provocazione di Keynes sta nell'affermare che se «il Ministero del Tesoro facesse riempire di banconote delle vecchie bottiglie e le seppellisse ad adeguata profondità in alcune miniere di carbone in disuso ricoperte di immondizia, e lasciasse alla libera impresa, sulla base dei ben collaudati principi del laissez-faire, il compito di disseppellirle", per il principio del moltiplicatore, aumenterebbero il reddito reale e l'occupazione. Anche la spesa in armamenti e le guerre, i terremoti e altre catastrofi che richiedano una ricostruzione, sono considerate dei toccasana, dal punto di vista degli indicatori macroeconomici, in una società troppo prudente in ambito finanziario. «Effettivamente sarebbe più sensato costruire case e simili; ma se per questo si incontrano difficoltà politiche e pratiche, quanto sopra sarebbe meglio di niente», afferma Keynes.

### Il ruolo delle aspettative a breve termine nelle decisioni di produzione
Nel capitolo 5 viene affrontato, in via introduttiva, il tema delle aspettative degli imprenditori e del ruolo che queste hanno sulla produzione e sull'occupazione. La necessità che i datori di lavoro si formino delle aspettative deriva dal fatto che tra il momento della produzione e il momento della vendita deve trascorrere del tempo, tempo durante il quale l'imprenditore «non ha altra scelta fuorché lasciarsi guidare da tali aspettative».
Keynes delinea due tipi di aspettative:
- le aspettative a breve termine, cioè quelle riguardanti il ricavo previsto dalla vendita di prodotti finiti e rilevanti nel momento in cui l'imprenditore dà vita al processo di produzione;
- le aspettative a lungo termine, riguardanti i ricavi futuri previsti in seguito ad un acquisto di beni capitali da aggiungere agli impianti.

Le prime aspettative saranno utili all'imprenditore nel momento in cui questi decide l'entità della produzione giornaliera. Anche il ricavo effettivamente conseguito avrà un ruolo nelle scelte del produttore, ma solo laddove andrà a modificare le aspettative. Inoltre, le aspettative passate avranno influenza sulla produzione corrente in quanto già incorporate nell'entità degli impianti già esistenti. In generale, comunque, le aspettative modificheranno gradualmente l'occupazione (con la possibilità, da Keynes ritenuta molto probabile, di un'iniziale reazione eccessiva).
Le aspettative a breve termine non sono, nelle conclusioni della Teoria generale, indispensabili nel cercare di spiegare il livello della produzione. Infatti, esse sono soggette ad una revisione continua e ciò porta ad un andamento molto ondivago della cosiddetta occupazione di lungo periodo. Ad ogni livello delle aspettative, infatti, corrisponde un'occupazione di lungo periodo: è il livello di occupazione che si avrebbe se le aspettative rimanessero valide per un periodo abbastanza lungo da permettere loro di influire in modo completo.

### Le aspettative a lungo termine e l'efficienza marginale del capitale
Una delle variabili che influenzano le scelte di investimento degli operatori è la cosiddetta efficienza marginale del capitale. Keynes la definisce come il rapporto tra il reddito prospettico di un investimento e il prezzo di offerta di un capitale, o come il rapporto tra il reddito prospettico derivante da un'unità aggiuntiva di capitale e il costo al quale questa unità viene prodotta. Il reddito prospettico è costituito dalla somma dei ricavi futuri che l'imprenditore si aspetta di ottenere da un determinato investimento. Il prezzo di offerta del capitale non è il prezzo di mercato del capitale, ma «il minimo prezzo sufficiente ad indurre un produttore a produrre una nuova unità aggiuntiva di tale capitale». L'efficienza marginale del capitale può essere definita anche come "quel particolare tasso di sconto che rende uguali il valore attuale del reddito prospettico atteso e il prezzo di offerta". Ciò significa che se l'efficienza marginale del capitale ({\displaystyle e}) è maggiore del tasso di interesse ({\displaystyle r}), sarà conveniente effettuare l'investimento. L'investimento finirà di aumentare quando {\displaystyle e} sarà uguale a {\displaystyle r}. All'aumentare dell'investimento, l'efficienza marginale del capitale si riduce, perché diminuisce il reddito prospettico ed aumenta il prezzo di offerta dei beni capitali. Keynes pone fortemente l'accento sul fatto che l'efficienza marginale del capitale è legata alle aspettative sui valori del reddito prospettico. Sostiene che queste sono molto importanti nella determinazione del valore dell'investimento: questo aumenterà, oggi, nel caso in cui le aspettative suggeriscano maggiori costi di produzione in futuro. L'evento di maggiori costi di produzione in futuro significa che la produzione del futuro avrà prezzi più alti e sarà meno competitiva rispetto alla merce prodotta oggi. Il contrario avverrà in caso di aspettative volte a vedere i costi di produzione in ribasso.
Il valore della moneta (ovvero il livello dei prezzi) è molto importante nell'analisi in questione. Previsioni di un futuro aumento dei prezzi fanno aumentare il reddito prospettico atteso, e in questo modo influiscono sull'efficienza marginale del capitale. Anche il tasso di interesse atteso ha un suo ruolo, sebbene ritenuto poco importante dall'autore: le sue variazioni, in futuro, influenzeranno la convenienza a dar vita ad una nuova produzione e a nuovi investimenti, e le aspettative al riguardo influenzano il livello attuale della produzione e dell'investimento.
Un altro fattore che influisce sull'efficienza marginale del capitale è il rischio. A rischiare, nella decisione di investire, sono generalmente due tipi di operatore: l'imprenditore e il suo creditore. Quando l'imprenditore utilizza fondi già a sua disposizione, bisogna tener conto solo del rischio che egli corre di non vedere realizzate le proprie previsioni, ma quando utilizza fondi prestati, il ruolo del rischio raddoppia. Ciò ha importanza soprattutto nelle fasi di boom economico, nelle quali gli operatori diventano molto poco avversi al rischio.

### Fattori che influenzano le aspettative a lungo termine
Le aspettative a lungo termine sono quelle che influenzano l'incentivo ad investire. Infatti esse, cambiando, modificano il reddito prospettico e, di conseguenza, l'efficienza marginale del capitale. Le aspettative di questa categoria sono associate a un grado crescente di incertezza, quanto più si spingono in avanti nel tempo, e questo porta gli operatori a concentrarsi maggiormente su considerazioni riguardanti fatti più vicini nel tempo e concretamente osservabili. Ne deriva la tendenza a proiettare le attuali condizioni anche ai periodi successivi. Questo è un altro fattore che influenza l'efficienza marginale del capitale, attraverso l'influenza sulle aspettative: lo stato di fiducia nelle proprie previsioni.
La stabilità delle aspettative, secondo Keynes, è andata diminuendo, e quindi lo stato di fiducia è andato peggiorando, con l'introduzione delle borse e con la separazione tra proprietà e gestione delle imprese. La possibilità di rastrellare i risparmi tramite il mercato azionario ha certamente favorito gli investimenti nuovi, ma ha anche minato la loro stabilità, a causa della componente speculativa predominante negli scambi di questo tipo. L'esempio di Keynes è il seguente: potrebbe sembrare ragionevole effettuare un investimento di 25 attendendosi di ottenere un reddito prospettico di 30, ma per investimenti trattabili su mercati azionari ciò non è sempre vero, in quanto il mercato stesso potrebbe valutarlo 20, senza che effettivamente siano cambiate le condizioni reali (gusti dei consumatori, livello della domanda aggregata, stato della tecnologia) che erano alla base della previsione di un reddito prospettico pari a 30.
Ciò che ha reso le borse uno strumento indispensabile per garantire un certo afflusso di investimenti nuovi è anche ciò che li ha resi così instabili. Nel breve periodo l'investitore può essere abbastanza tranquillo: ha la possibilità di modificare le sue scelte di investimento tanto rapidamente quanto più liquidi sono i titoli (cioè quanto più rapidamente sono scambiabili con moneta), in modo da sentirsi sicuro. Contemporaneamente egli rende, in un certo senso, un servizio alla collettività, garantendole una quantità pressoché fissa, in linea generale, di investimento nuovo. Nello stesso tempo, però, la facilità con la quale egli può modificare le sue scelte di investimento si traduce nella possibilità che i capitali investiti si prosciughino, danneggiando anche gli investitori di lungo periodo e l'attività produttiva.

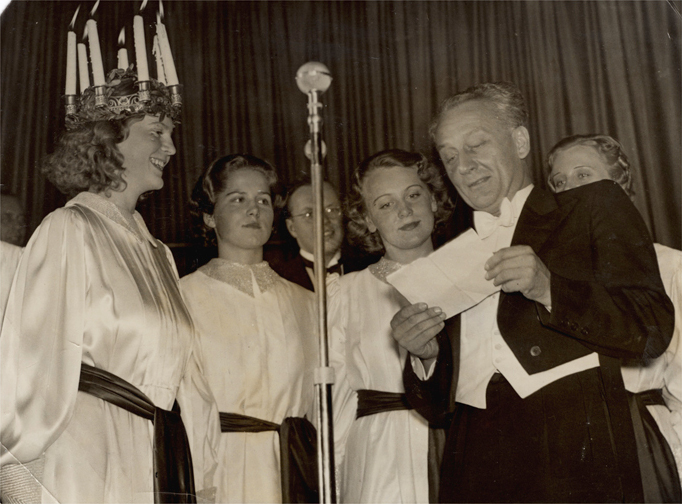
Un concorso di bellezza del 1937: per Keynes una metafora efficace del funzionamento dei mercati azionari.

La separazione tra proprietà e gestione ha influenzato la stabilità della valutazione dei titoli e, quindi, del valore degli investimenti, perché sempre di più coloro che decidono come investire sanno poco o nulla delle reali condizioni dell'impresa. Allo stesso modo, i mercati tendono a reagire eccessivamente alle notizie sui profitti degli investimenti, e sono soggetti a irrazionali crisi di panico o ad altrettanto irrazionali fasi di euforia, dovute ai cosiddetti animal spirit, gli istinti degli operatori. Anche lo stato di fiducia dei creditori, ovvero dei prestatori dei fondi con i quali verranno effettuati gli investimenti, ha un suo ruolo. La principale causa dell'instabilità delle quotazioni sui mercati azionari è, però, il comportamento degli speculatori. Questi soggetti non hanno alcun interesse al rendimento prospettico degli investimenti e ai dividendi, ma sono interessati solo ai guadagni in conto capitale, ovvero alle variazioni di valore dei titoli. Perseguendo questo obiettivo, la loro principale preoccupazione è quella di capire quanto il mercato valuterà un determinato investimento, non quanto esso effettivamente vale. Inoltre, poiché tutti gli speculatori agiscono così, essi dovranno cercare di capire l'opinione degli altri speculatori sulla valutazione che verrà data dal mercato. Keynes, basandosi anche sulla sua fortunata esperienza di investitore, utilizza una metafora molto celebre, cioè quella del concorso di bellezza (beauty contest). In questa metafora, un giornale mette in palio un premio per chi sarà in grado di indovinare la ragazza vincitrice di un concorso di bellezza nel quale a votare sono gli stessi partecipanti al gioco a premi, «cosicché ciascun concorrente deve scegliere, non quei volti che egli ritenga più graziosi, ma quelli che ritiene più probabile attirino i gusti degli altri concorrenti», a loro volta consapevoli dell'atteggiamento degli altri partecipanti. In questo esempio, «la nostra intelligenza è rivolta ad indovinare come l'opinione media immagina che sia fatta l'opinione media medesima». Keynes ammette che non sempre l'influenza degli speculatori sarà superiore a quella dei cassettisti, ma fa notare come i due "mestieri" siano molto diversi in quanto ad intelligenza necessaria ad affrontarli e difficoltà che comportano. Il cassettista, infatti, a differenza dello speculatore, ha bisogno di maggiori fondi (per ottenere in prestito i quali gode di minore fiducia) ed ha meno informazioni a sua disposizione.
Uno degli strumenti che vengono suggeriti per superare l'instabilità descritta è quello fornito dagli investimenti pubblici, che dovrebbero avere come scopo non quello di guadagnare dal reddito prospettico o dalle oscillazioni del mercato azionario, ma quello di un ritorno in termini sociali. Il reddito prospettico di questi investimenti può anche essere inferiore al tasso di interesse, ma questo riveste comunque una sua importanza, perché lo Stato potrà effettuare investimenti maggiori con tassi più bassi. Nonostante ciò, l'effetto di riduzioni del tasso di interesse tramite una politica monetaria espansiva avrà poca importanza nello stimolare gli investimenti.

### Moneta, interesse e liquidità
Gli economisti di scuola neoclassica sostenevano che il tasso di interesse fosse il prezzo che portava in equilibrio la domanda di risparmio, ovvero l'investimento, e il risparmio stesso. La curva dell'investimento veniva mostrata come decrescente rispetto al tasso di interesse, in quanto al diminuire di questa variabile aumentava la convenienza ad investire. Il risparmio, invece, aumentava in maniera direttamente proporzionale rispetto al tasso di interesse. Di conseguenza, la scelta tra il consumare e il non consumare era dettata dal livello del tasso di interesse. Un aumento del risparmio personale era visto come un comportamento virtuoso e benefico nei confronti della comunità: aumentando il risparmio, infatti, il tasso di interesse sarebbe diminuito in quanto gli operatori si sarebbero trovati con risparmio inutilizzato e avrebbero deciso di prestarlo ad un tasso più basso, favorendo l'investimento. Keynes capovolse questo ragionamento, osservando in primo luogo che non si poteva considerare l'atto di risparmiare esattamente uguale all'atto di aumentare l'investimento e l'occupazione. L'aumentata propensione al risparmio porta ad un minor livello del moltiplicatore e della domanda, mettendo in funzione un meccanismo che fa diminuire la produzione, l'occupazione e il reddito.
Il tasso di interesse non porta in equilibrio risparmio e investimento (la quantità che si aggiusta è, invece, il reddito), ma domanda e offerta di moneta.
Nella Teoria generale si sostiene che il livello del risparmio è determinato dal livello del reddito, data la propensione al consumo (e, in via residuale, la propensione al risparmio). Il tasso di interesse entra in gioco in una fase successiva, ovvero nel momento in cui il percettore di reddito deve decidere come utilizzare il suo risparmio. Egli ha due opzioni: la prima è quella di conservare la moneta in forma liquida, la seconda è quella di acquistare titoli di credito. La scelta verrà effettuata proprio tenendo conto del livello del tasso di interesse. Per Keynes è possibile costruire una curva della domanda di moneta decrescente rispetto al tasso di interesse. Poiché il tasso di interesse non è mai negativo, sembra che sia impossibile che qualcuno voglia detenere moneta in forma liquida, perché potrebbe guadagnare acquistando titoli di credito, ma ciò non è verificato a causa dell'incertezza sui valori futuri del tasso di interesse. Le motivazioni principali che inducono a detenere moneta sono quattro: il movente del reddito, volto a detenere moneta in funzione delle transazioni che si desiderano effettuare; il movente commerciale, che spinge a detenere moneta per affrontare il periodo che intercorre tra il pagamento dei costi di produzione e il momento in cui si percepiscono i ricavi (insieme al movente del reddito, costituisce il movente per le transazioni); il movente precauzionale, che nasce dalla volontà di mettersi al sicuro da eventuali rischi; il movente speculativo. Quest'ultimo movente è quello che riveste maggiore importanza nella teoria keynesiana ed è quello che ha più rilievo nella determinazione del tasso di interesse di equilibrio.
Un aumento del tasso di interesse spingerà gli operatori a detenere minore moneta per due motivi: il primo è che il costo-opportunità di detenere moneta aumenta, essendo misurato proprio dal tasso di interesse che si potrebbe guadagnare dando in prestito la moneta; il secondo è che quando il tasso di interesse aumenta, la maggior parte degli operatori pensa che esso discenderà e gli speculatori sanno che i propri titoli aumenteranno in valore, consentendo loro di ottenere guadagni in conto capitale.
In questo senso, la moneta viene domandata non in quanto fonte di potere d'acquisto, ma in qualità di fondo di valore.

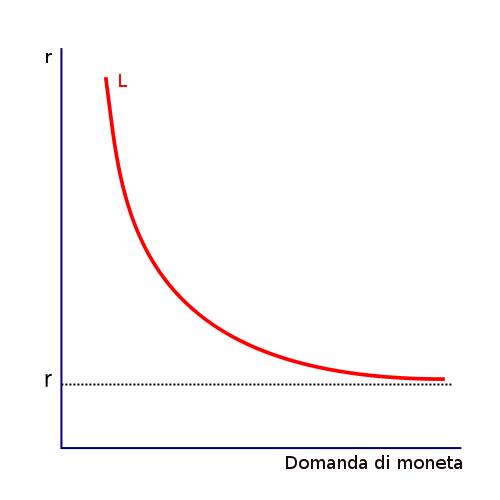
La curva della preferenza per la liquidità. Al tendere del tasso di interesse a un livello molto basso, tende a diventare assoluta.

La politica monetaria viene esercitata attraverso gli effetti provocati dalla preferenza per la liquidità. Fino a quando, infatti, vi saranno operatori il cui pensiero differisce da quello del mercato riguardo alle prospettive del tasso di interesse, sarà possibile manovrarlo tramite operazioni di mercato aperto. Ad esempio, aumentando adeguatamente l'offerta di moneta, il prezzo delle obbligazioni aumenterà in modo da convincere chi ancora detiene titoli a venderle in cambio di moneta. Infatti, lo speculatore che detiene titoli, pensa che il tasso di interesse discenderà ulteriormente e che, quindi, potrà ottenere guadagni in conto capitale. Aumentando l'offerta di moneta in cambio di obbligazioni, il prezzo di queste salirà e alcuni operatori saranno disposti ad abbandonarle, convinti che il prezzo non potrà salire ulteriormente e il tasso di interesse non potrà scendere ulteriormente.
Finché vi è una sorta di resistenza psicologica da vincere per rinunciare alla liquidità o per sceglierla, l'autorità monetaria ha il controllo sul tasso di interesse. Questo è ciò che Keynes vuole dire quando sostiene che è «interessante che la stabilità del sistema e la sua sensibilità a variazioni della quantità di moneta dipendano in così grande misura dall'esistenza di una varietà di opinioni riguardo a ciò che è incerto».
Cosicché, nel momento in cui il tasso di interesse futuro è previsto all'unanimità, l'autorità monetaria perde il controllo di questa variabile. Ciò è particolarmente importante nel caso in cui il tasso di interesse diventa così basso che nessuno crederà ad ulteriori ribassi: la preferenza per la liquidità diventa assoluta. In questo modo, tutti gli operatori saranno disposti ad accettare di detenere moneta senza negoziazioni sul prezzo delle obbligazioni.
Un ulteriore abbassamento dei tassi è reso difficile anche laddove l'opinione pubblica sia abituata ad alti tassi di interesse. Tassi più bassi rispetto a un determinato livello critico sarebbero poco credibili. Ciò è tipico delle economie legate a regimi di cambi fissi o controllati, o caratterizzate da una politica monetaria ondivaga e poco credibile.

### La natura del capitale
Nelle sue considerazioni sulla natura del capitale, Keynes marca la sua vicinanza con la dottrina classica. Egli, infatti, considera scorretto sostenere che il capitale sia "produttivo". Considera più corretto vedere il capitale come un bene che dà diritto ad un profitto in virtù della sua scarsità, e non della sua produttività. Ad esempio, la produttività fisica di un capitale non si modificherebbe all'aumentare della sua quantità, ma ciononostante esso darebbe luogo ad un minore rendimento.
Alcuni processi produttivi lunghi sono molto inefficienti fisicamente, ma non per questo non vengono intrapresi. Il fatto che vengano utilizzati va ricercato nelle circostanze nelle quali i beni in questione vengono prodotti, che possono benissimo implicare una maggior convenienza ad utilizzare processi lunghi. In questi casi, bisogna tenere sufficientemente scarsi i processi brevi affinché siano profittevoli nonostante la consegna immediata del prodotto.

### La società "quasi stazionaria"
In una situazione in cui il mercato viene lasciato libero di operare, una società dotata di uno stock di capitale così ampio da avere un'efficienza marginale del capitale pari a zero e in una situazione di piena occupazione, ma nella quale sia presente ancora un incentivo a risparmiare, andrebbe incontro ad un impoverimento. Infatti, se vi è risparmio, ma l'efficienza marginale è zero e, quindi, non possono essere effettuati nuovi investimenti che diano luogo a un profitto, i produttori rischieranno di subire delle perdite continuando a mantenere inalterata la produzione e l'occupazione, poiché la domanda aggregata risulterà sicuramente inferiore alla produzione. La società, quindi, si impoverirà fino a ridurre a zero il risparmio. Ciò potrebbe essere evitato, in assenza di intervento pubblico, solo grazie alla preferenza per il lusso di alcuni individui o all'espediente, già citato, di scavare buche nel terreno. Ancora una volta, però, viene sottolineato che ricorrere a questi escamotage è superfluo, quando si conoscono le determinanti della domanda aggregata e la si può manovrare agevolmente.
Il suggerimento di Keynes è di agire sugli investimenti pubblici e sul tasso di interesse. Quest'ultimo dovrebbe essere tenuto sufficientemente basso affinché non vi sia volontà di accumulare ricchezza, mentre gli investimenti dovrebbero essere spinti al punto in cui sia verificata la piena occupazione e l'efficienza marginale del capitale sia tendente a zero. In questo modo, si darebbe vita ad una «collettività quasi stazionaria» (quasi-stationary community) e avrebbe luogo la cosiddetta eutanasia del redditiere, ovvero dell'operatore che ottiene un rendimento senza svolgere funzioni concrete, ma solo in virtù della sua accumulazione passata e della scarsità del capitale. Ciò non porterebbe alla scomparsa dell'imprenditore, perché colui che sfida la propria capacità di prevedere i redditi prospettici potrebbe ancora venire ricompensato.

### Le peculiarità della moneta e il ruolo determinante del tasso di interesse monetario
Così come il tasso di interesse monetario indica l'eccedenza percentuale di una quantità di moneta da corrispondere in futuro, rispetto alla quantità attuale, allo stesso modo tutti i beni durevoli hanno un loro tasso di interesse, diverso per ciascuna merce. Keynes cerca di spiegare perché, sebbene ogni merce durevole abbia il proprio tasso di interesse, sia quello monetario a determinare il tetto massimo oltre il quale la produzione non può spingersi per continuare ad essere conveniente.
Ogni bene capitale ha tre qualità, corrispondenti ai diversi servizi che essi rendono (o oneri che essi comportano) per chi li possiede: partecipa ad un processo di produzione; ha dei costi di mantenimento; è caratterizzato da una certa liquidità. Definendo {\displaystyle q} il prodotto ottenuto grazie a quel capitale, {\displaystyle c} i suoi costi di mantenimento e {\displaystyle l} il "servizio di liquidità" che esso offre, ne deriva che, in totale, quel capitale rende {\displaystyle q-c+l}. Prendendo ad esempio i beni "case", "grano" e "moneta", ognuno di essi ha una qualità principale, mentre le altre due sono trascurabili. In particolare, le case offrono un alto rendimento, chiamato {\displaystyle q_{1}} in termini di case, ed hanno un trascurabile costo di mantenimento e un ancor più trascurabile premio per la liquidità; il grano offre un basso rendimento ed una scarsa liquidità, e comporta alti costi di mantenimento, definiti {\displaystyle -c_{2}} in termini di grano; la moneta, infine, dà diritto a un basso rendimento, è caratterizzata da bassi costi di mantenimento, ma in compenso è il bene liquido per eccellenza, e la sua liquidità è indicata come {\displaystyle l_{3}} in termini di moneta. Riportando il tutto in termini di moneta e aggiungendo ai vantaggi dei beni poco liquidi le aspettative sul loro apprezzamento in termini monetari ({\displaystyle a_{1}} e {\displaystyle a_{2}}, rispettivamente per le case e per il grano), è possibile confrontare i vari tassi di interesse (ovvero {\displaystyle q_{1}+a_{1}}, {\displaystyle -c_{2}+a_{2}} e {\displaystyle l_{3}}). La domanda di questi beni capitali sarà tanto più grande quanto più alto sarà il loro tasso di interesse e, al limite, le tre quantità si eguaglieranno. Affinché un bene capitale venga prodotto, è necessario che la sua efficienza marginale (in termini di qualunque bene) sia più alta del tasso di interesse (in termini dello stesso bene). All'aumentare dello stock di capitale, la sua efficienza marginale diminuirà, fino a quando la convenienza a produrlo si azzererà del tutto. Al limite, {\displaystyle q_{1}+a_{1}}, {\displaystyle -c_{2}+a_{2}} e {\displaystyle l_{3}} si eguagliano. Ciò vuol dire che se c'è un tasso che scende più lentamente degli altri due, questi ultimi dovranno adeguarsi ad esso. Per Keynes, è proprio il tasso monetario il più restio a diminuire all'aumentare dello stock di capitale, ed è quindi quello che determina il tetto massimo della produzione.
Il ruolo frenante del tasso monetario di interesse è causato dalle caratteristiche peculiari della moneta, la quale ha, infatti, un'elasticità di produzione pari o molto vicina allo zero, nel senso che non può ottenersi più moneta applicando alla sua produzione più lavoratori, e un'elasticità di sostituzione altrettanto bassa, in quanto pur in presenza di un aumento del valore di scambio, non si può essere sicuri che essa venga sostituita con altri beni. In più, una caduta dell'unità di salario (ovvero la quantità di moneta pagata ad un'unità di lavoro), che potrebbe rendere una parte della moneta disponibile in forma liquida e, quindi, soddisfare la preferenza per la liquidità, è non solo molto difficile da attuare, ma rischierebbe di trasformarsi in una manovra controproducente, per gli effetti perversi sulla domanda e, quindi, sull'efficienza marginale del capitale.
Tornando alle notazioni precedentemente introdotte, se {\displaystyle q_{1}+a_{1}=-c_{2}+a_{2}=l_{3}}, non sarà possibile produrre maggiori quantità di case e grano, facendo diminuire {\displaystyle q_{1}} e {\displaystyle -c_{2}}, se {\displaystyle l_{3}} non diminuirà a sua volta (ceteris paribus, ovvero considerando immobili {\displaystyle a_{1}} e {\displaystyle a_{2}}). Come si è visto, è difficile che si verifichi un'evenienza del genere.
I motivi per cui la moneta offre un così alto premio di liquidità rispetto agli altri beni, soprattutto se confrontato con costi di mantenimento irrisori, sono due. Il primo consiste nel fatto che i salari sono definiti in termini di moneta e il secondo, il più importante, è la stabilità del valore della moneta rispetto a quello dei salari. Entrambe queste caratteristiche, poi, sono legate alla quasi inesistente elasticità di produzione del bene-moneta. Da queste considerazioni, Keynes fa discendere un'ipotesi sul motivo per cui l'accumulazione tende ad essere insufficiente. In contrasto con Marshall, che attribuiva la scarsità dei capitali allo scarso risparmio, egli la fa risalire al fatto che, in passato, la terra aveva caratteristiche che oggi sono proprie della moneta.
Per questo motivo, Keynes guarda con favore alle proposte di "riformatori" quali Silvio Gesell, al quale dedica un paragrafo del ventitreesimo capitolo della sua opera e che definisce uno «strano e immeritatamente trascurato profeta». In particolare Keynes si sofferma sulla sua idea (opportunamente modificata) di imporre la stampigliatura della moneta. La pratica consisterebbe nell'obbligare i detentori di moneta a stampigliare periodicamente le banconote, ovvero ad applicarvi delle marche, pena la perdita di validità delle medesime. In questo modo si aumenterebbero i costi di mantenimento della moneta, riducendo la preferenza per la liquidità, ovvero il principale ostacolo a una discesa del tasso monetario d'interesse.

### Il ciclo economico: oscillazioni e stabilità
Partendo dall'osservazione della realtà e in base a considerazioni teoriche, la Teoria generale presenta alcune considerazioni sulla stabilità dell'economia. Vi sono infatti alcune cause che portano le diverse variabili che influiscono sulla produzione ad essere abbastanza stabili, ma, contemporaneamente, anche a non allontanarsi troppo da un trend molto distante dalla povertà collettiva e abbastanza distante dalla piena occupazione.
Le cause della stabilità sono tre. In primo luogo, a causa delle variazioni dei costi di produzione al variare della quantità prodotta, le variazioni dell'efficienza marginale del capitale e del tasso di interesse non hanno effetti sproporzionati sul livello dell'investimento. In secondo luogo, il livello di quest'ultimo, a sua volta, non ha un effetto sproporzionato sull'occupazione, in quanto il moltiplicatore non è molto elevato a causa delle caratteristiche della propensione marginale al consumo. Anche la stabilità dei salari monetari contribuisce alla stabilità dei sistemi economici, poiché, anche in periodi di forti fluttuazioni nel livello dell'occupazione, essi non reagiscono in maniera eccessiva.

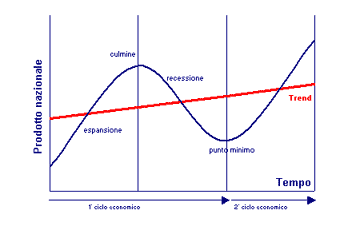
Il ciclo economico

A causare invece il ciclo economico è la natura dei beni capitali, colpiti in genere da un costante logorìo. Al di sotto e al di sopra di un punto critico nel livello dell'investimento, infatti, l'efficienza marginale del capitale tenderà, rispettivamente, a salire o a scendere rapidamente, provocando, di conseguenza, l'espansione o la recessione dell'attività produttiva.

### Le variazioni dei salari monetari
La ricetta della teoria neoclassica per stimolare la produzione e l'occupazione consiste nella riduzione dei salari monetari, che conduce alla discesa dei prezzi dei prodotti e, quindi, ne aumenta la domanda. Keynes sostiene che in alcuni casi ciò è possibile, ma che l'analisi non può non tener conto dell'effetto che la contrazione dei salari monetari ha sul livello della domanda da parte dei percettori di salario. Egli contesta la pretesa di trasferire sul piano macroeconomico la legge microeconomica della domanda.
Una riduzione dei salari monetari, infatti, influisce, nella teoria keynesiana, anche sulle componenti della domanda aggregata, ovvero il consumo e gli investimenti. Le variabili da prendere in considerazione sono ancora una volta la propensione al consumo, l'efficienza marginale del capitale e il tasso di interesse. Un aumento della produzione non accompagnato da una propensione marginale al consumo del 100% o da un aumento degli investimenti verrebbe a configurarsi come una perdita per l'imprenditore, qualora questi dovesse illudersi sugli effetti espansivi della diminuzione dei salari monetari. L'accumulazione delle scorte lo indurrà, quindi, a ridurre la produzione e l'occupazione, vanificando l'effetto sperato.
Gli effetti sulla propensione al consumo sarebbero nefasti, perché la riduzione dei salari e, conseguentemente, dei prezzi, metterebbe in atto un trasferimento di reddito dai salariati, che hanno un'alta propensione al consumo, agli altri fattori della produzione. Tale effetto non verrebbe contrastato dalle maggiori entrate per i percettori di rendita, che hanno una propensione marginale al consumo molto bassa.
Un effetto favorevole è l'aumento degli investimenti provocato dal miglioramento della bilancia commerciale, a sua volta dovuto alla maggiore competitività delle merci interne sul mercato internazionale, favorite dal ribasso dei prezzi. C'è da prendere in considerazione, però, il peggioramento della ragione di scambio che deriva dalla riduzione dei prezzi delle merci nazionali rispetto a quelle estere, accompagnato da una riduzione dei redditi reali.
Bisogna tener conto anche delle aspettative riguardo ai futuri livelli dei salari monetari. Infatti, una riduzione che sia considerata passeggera farà aumentare sia l'efficienza marginale del capitale, sia i consumi. Queste due variabili peggioreranno, invece, in caso opposto. Il ruolo delle aspettative è importante anche dal punto di vista dei tassi di interesse. Infatti salari e prezzi più bassi faranno diminuire la domanda di moneta, portando così il tasso di interesse a livelli più favorevoli agli investimenti. Gli investimenti, però, non aumenteranno se si prevede che i prezzi e i salari risaliranno nel futuro, perché l'effetto sui tassi a lungo termine sarà minimo, se non nullo. Inoltre, le tensioni sociali derivanti dalla discesa dei salari monetari potrebbero far aumentare la preferenza per la liquidità. Le stesse reazioni dei lavoratori potrebbero dimostrarsi controproducenti.
L'effetto negativo della discesa dei prezzi sulla posizione debitoria degli imprenditori sarebbe ulteriormente frenante per l'andamento dell'economia, soprattutto se accompagnata da un consistente debito pubblico, il cui peso aumenterebbe, alimentando la sfiducia.
Le poche possibilità di successo che Keynes attribuisce ad una politica di contrazione dei salari monetari riposano sulla diminuita preferenza per la liquidità. Egli, quindi, paragona la discesa dei salari ad una politica monetaria espansiva, ovvero fondata sull'aumento della quantità di moneta in circolazione. Le due politiche, però, non sono uguali dal punto di vista sociale ed economico, considerate le difficoltà connaturate a raggiungere una certa uniformità nella riduzione dei salari di diverse categorie di lavoratori, l'ingiustizia insita nel far pagare ai soli lavoratori il prezzo del rilancio, l'aumento dell'onere delle posizioni debitorie dovuto al ribasso dei prezzi e, nel complesso, la riduzione delle possibilità di investimento dovuta ai precedenti effetti della riduzione dei salari.

### La funzione dell'occupazione, la sua elasticità e il livello dei prezzi
La funzione dell'occupazione di Keynes è l'esatto opposto di quella della produzione. Se quest'ultima, infatti, è pari a {\displaystyle Z=\varphi (N)} (dove {\displaystyle Z} è la produzione e {\displaystyle N} è l'occupazione), la funzione dell'occupazione può essere scritta nel seguente modo: {\displaystyle N=F\ (D_{w})} (in cui {\displaystyle D_{w}} rappresenta il livello della domanda in termini di unità di salario). Ciò è coerente con l'idea che il livello dell'occupazione dipende dal livello della domanda aggregata. Questa affermazione, però, non rende appieno le idee keynesiane al riguardo. Infatti, andando ad analizzare nello specifico le componenti della funzione dell'occupazione, si vedrà che essa assumerà forme diverse a seconda di due variabili: l'elasticità dell'occupazione nelle diverse industrie e la durata dell'intero processo di produzione del bene.
L'elasticità dell'occupazione rispetto alla domanda può essere rappresentata ponendo {\displaystyle E_{e}={dN \over dD_{w}}{D_{w} \over N}}. Per la singola impresa {\displaystyle r} avremo {\displaystyle E_{e}^{r}={dN^{r} \over dD_{w}^{r}}{D_{w}^{r} \over N^{r}}}. Poiché le elasticità in diverse industrie possono essere diverse, risulta che un'eventuale variazione della domanda avrà maggior effetto se rivolta verso industrie caratterizzate da un'alta elasticità dell'occupazione. In questo caso, l'effetto sarà positivo per la domanda aggregata nel periodo successivo, in quanto i percettori di reddito da lavoro, per Keynes, hanno una propensione al consumo più alta rispetto agli imprenditori. Il maggior reddito conseguito da questi in caso di aumento della domanda verso industrie a bassa elasticità di occupazione non influirà molto sull'aumento della domanda aggregata.
La durata del processo di produzione è strettamente legata a un'altra elasticità, quella di produzione, ovvero la reattività del sistema produttivo rispetto alle variazioni della domanda. Le industrie di beni che necessitano di molto tempo prima di vedere concluso il proprio processo di produzione, reagiranno più lentamente alle variazioni della domanda, creando tensioni nei prezzi.
La critica di Keynes alla teoria quantitativa della moneta parte dalla considerazione che un aumento dell'offerta di moneta non causa, ipso facto, un aumento dei prezzi. Un eventuale aumento dei prezzi potrebbe essere spiegato solo attraverso l'aumento della domanda conseguente a una discesa dei tassi di interesse, ma solo per aumenti di domanda al di là del livello di piena occupazione. L'automatismo tra livello dell'offerta di moneta e livello dei prezzi, quindi, non viene preso in considerazione se non quando l'elasticità della produzione rispetto alla domanda diventa pari a zero. Da questo punto in poi, infatti, i lavoratori non accetteranno più salari reali decrescenti o costanti e l'aumento dei salari monetari che ne deriverà dovrà essere compensato da un aumento dei prezzi. Cosicché nel sistema non cambierà nulla dal punto di vista reale, ma si avrà solo ed esclusivamente inflazione. Solo in questo caso la teoria quantitativa della moneta è rispettata.

### Le unità
Il capitolo 4, che apre il secondo libro dell'opera, ha rilevanza soprattutto di natura tecnica. Esso è dedicato all'analisi e alla critica delle unità utilizzate dagli economisti per descrivere e studiare la realtà economica. L'autore indica principalmente nel reddito nazionale, nella consistenza del capitale reale e nel livello generale dei prezzi le unità ritenute insoddisfacenti.
La critica al concetto di reddito nazionale è strettamente legata alla definizione utilizzata da Marshall e Pigou: «il volume della produzione corrente o reddito reale, e non il valore della produzione o reddito monetario».
Nella Teoria generale, questa definizione è considerata insufficiente in quanto la produzione è considerata non omogenea, non misurabile e, quindi, inadatta a una scienza di tipo quantitativo.
Il secondo concetto analizzato è la consistenza e l'incremento del capitale reale, difficilmente misurabile, quest'ultimo, perché in primo luogo bisogna confrontare nuovi e vecchi beni capitali, questi ultimi soggetti all'usura del tempo e dell'utilizzo, tenendo conto anche di novità tecnologiche che rendono i beni capitali disomogenei. Inoltre Keynes critica l'impostazione pigouviana della questione, in quanto considera implicito in quella impostazione che Pigou introduca variazioni in valore, variazioni quantitative ma non fisiche, e di carattere non monetario.
Infine, considera il concetto di livello generale dei prezzi manifestamente indeterminato.
Queste unità, di conseguenza, non hanno una grande utilità in un'analisi di tipo quantitativo, ma possono essere prese in considerazione solo in sede storica e statistica.
Le unità che Keynes considera utilizzabili e sufficienti per la sua analisi sono il valore monetario e il volume di occupazione. Per mostrarlo, costruisce una funzione dell'offerta nei termini suddetti. Pone quindi {\displaystyle Z_{r}=\varphi _{r}\left(N_{r}\right)}, ove {\displaystyle Z_{r}} rappresenta il ricavo al netto del costo delle utilizzazioni la cui aspettativa darà vita a un livello {\displaystyle N_{r}} di occupazione, {\displaystyle O_{r}=\psi _{r}\left(N_{r}\right)}, ove {\displaystyle O_{r}} rappresenta il livello della produzione in funzione del livello di occupazione {\displaystyle N_{r}}. Anche il livello del costo delle utilizzazioni viene descritto in funzione del livello di occupazione, {\displaystyle U_{r}\left(N_{r}\right)}. Di conseguenza, viene introdotta la formula del prezzo in relazione alla produzione:
{\displaystyle p={\frac {Z_{r}+U_{r}\left(N_{r}\right)}{O_{r}}}={\frac {\varphi _{r}\left(N_{r}\right)+U_{r}\left(N_{r}\right)}{\psi _{r}\left(N_{r}\right)}}}

## Considerazioni extra-economiche

### La forza delle idee
Keynes sosteneva che le idee avevano una notevole forza nel guidare gli uomini, e questa forza si manifestava soprattutto attraverso le decisioni degli uomini di potere. In questo il suo pensiero differiva, ad esempio, da quello di Karl Marx, il quale sosteneva che «le idee della classe dominante sono in ogni epoca le idee dominanti». Per lui, le idee dominanti erano quelle che si erano sedimentate nel tempo ed erano potenti al punto da influenzare i comportamenti degli uomini di potere. Queste considerazioni sono presenti anche nella Teoria generale. Nel XXIV e ultimo capitolo dell'opera, Note conclusive sulla filosofia sociale alla quale la teoria generale potrebbe condurre, è scritto:

## L'impatto dell'opera

### La spesa in disavanzo e la produttività degli investimenti pubblici
La ricetta keynesiana, per quanto si è visto, consiste quindi nel sostenere, in qualche modo, la domanda aggregata attraverso l'intervento pubblico. Ciò può avvenire sia in maniera indiretta (tenendo bassi i tassi di interesse, infondendo un clima di fiducia negli investitori, destinando maggiore reddito ai percettori di salario), che in maniera diretta. In particolare, l'intervento diretto dello Stato nell'economia può essere effettuato attraverso spesa pubblica produttiva «finanziata con fondi presi a prestito». Questo è quel che, nei manuali di economia, viene definito spesa in disavanzo (deficit spending): l'autorità di governo, pur di sostenere la domanda aggregata, mette in secondo piano la necessità di avere un bilancio in pareggio o, addirittura, in avanzo.
Come ricorda il premio Nobel per l'economia Joseph Stiglitz, uno degli aspetti sui quali si è concentrata la critica monetarista alla teoria economica keynesiana è il ricorso al deficit di bilancio, considerato tutt'altro che utile nel migliorare la situazione economica. Ad esempio, si è sostenuto che le politiche di spesa in disavanzo provocassero l'aumento del tasso di interesse attraverso la maggiore richiesta di fondi (dando origine al fenomeno dello spiazzamento), un clima di sfiducia tra gli investitori e tensioni inflazionistiche. La frase che, però, ha maggiormente prestato il fianco a queste critiche è quella, già citata, che indica lo "scavar buche" come alternativa all'inattività. Si è ritenuto che le politiche keynesiane fossero, oltre che inutilmente dispendiose, anche improduttive. Come, però, alcuni economisti keynesiani (come Joan Robinson) e neo-keynesiani (come lo stesso Stiglitz) hanno osservato, «Keynes non voleva che nessuno scavasse buche per riempirle», ma utilizzava questa metafora per criticare quello che riteneva un inutile atteggiamento di austerità da parte delle autorità. Il curatore dell'edizione italiana UTET del 2006 della Teoria generale, Terenzio Cozzi, sostiene, nell'introduzione all'opera, che i riferimenti a progetti di investimento non produttivi sono quasi del tutto assenti, fatta eccezione per il passo sullo "scavar buche".

### LaTeoria generalenella politica economica

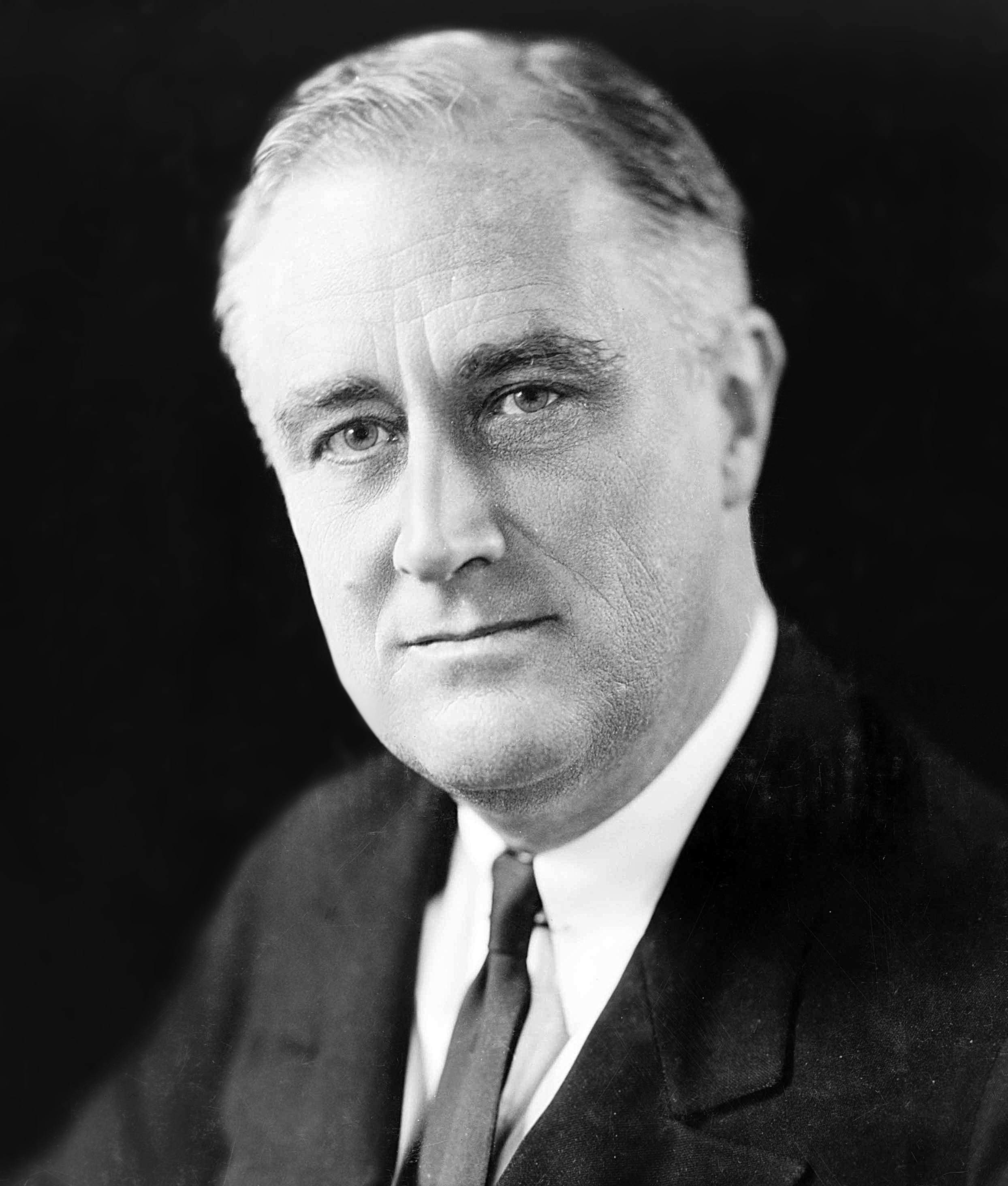
Franklin D. Roosevelt

Spesso le politiche keynesiane negli Stati Uniti sono associate al presidente Franklin Delano Roosevelt. Roosevelt effettivamente gestì direttamente i due eventi che, secondo Galbraith, sono alla base del successo delle politiche keynesiane tra i policy maker. Gli eventi in questione sono la crisi del 1929 e la seconda guerra mondiale. Roosevelt, eletto nel 1932, l'anno successivo inaugurò la fase del New Deal. Quest'ultimo, ovviamente, non poteva essere influenzato dalla Teoria generale, che sarebbe stata pubblicata soltanto tre anni dopo, ma risentiva, comunque, dell'influenza dei precedenti lavori di Keynes.
Effetti ancora maggiori ebbe la seconda guerra mondiale, con gli ingenti investimenti in materiale bellico previsti dal Victory Program del 1941. Essa fu il primo grande banco di prova dell'efficacia di una politica fortemente interventista da parte delle autorità economiche. Effettivamente il prodotto nazionale lordo statunitense, nel periodo 1939-1944, ebbe un incremento notevole (da 320 a 569 milioni di dollari); la disoccupazione scese dal 17,2 per cento all'1,2 per cento nel medesimo periodo. Il merito di questa marcata espansione economica fu quasi unanimemente attribuito alle politiche di investimento bellico. Dopo la Gran Bretagna e gli Stati Uniti, durante gli anni sessanta diversi paesi (tra i quali il Giappone, diversi paesi europei, come Francia, Germania e Italia, e alcuni paesi in via di sviluppo) adottarono provvedimenti riconducibili ai precetti keynesiani.
Skidelsky critica l'impostazione che vede le idee di Keynes come la principale causa della crescita del periodo bellico e post-bellico, sostenendo che, sia nel bene (la fase di crescita), che nel male (l'inflazione degli anni settanta), l'influenza della teorie economiche keynesiane è stata sopravvalutata. Skidelsky si spinge ancora oltre nel minimizzare l'influenza di Keynes e della Teoria generale sulle scelte politiche dei paesi in questione. La sua critica si basa sul fatto che nei due paesi che hanno per primi attuato politiche keynesiane, ovvero Stati Uniti e Gran Bretagna, non sarebbero mai state prese decisioni realmente keynesiane, in quanto nessuno dei due paesi attuò il deficit spending suggerito dall'economista britannico per rincorrere l'obiettivo della piena occupazione. Entrambi poterono basarsi su bilanci floridi che permettevano di espandere la spesa pubblica senza ricorrere all'aumento delle passività del settore pubblico.

### L'eredità dellaTeoria generale: critiche, integrazioni e rinascita
Per Keynes, contrariamente a quanto si sosteneva nell'Ottocento, l'economia di libero mercato fondata sull'«individualismo capitalista d'oggigiorno» non è in grado di regolarsi da sola, ma è necessario che lo Stato intervenga pesantemente sia per evitarne l'autodistruzione, sia per perseguire attivamente lo scopo della piena occupazione: «una socializzazione di una certa ampiezza dell'investimento si dimostrerà l'unico mezzo per consentire di avvicinarci alla occupazione piena», all'interno di «una vasta estensione delle funzioni tradizionali di governo», difesa «sia come l'unico mezzo attuabile per evitare la distruzione completa delle forme economiche esistenti, sia come la condizione di un funzionamento soddisfacente dell'iniziativa individuale». Il rischio, altrimenti, è quello di una completa perdita di libertà, non solo economica: «i moderni sistemi di stato autoritario sembrano risolvere il problema della disoccupazione a scapito dell'efficienza e della libertà». Qui si vede fra l'altro che la riflessione della Teoria generale era fortemente legata al contesto storico: non solo alla crisi del '29 ma anche ai regimi autoritari degli anni trenta. Keynes non era un socialista, tutt'altro. Per lui il capitalismo era un sistema economico imperfetto, ma migliorabile, e sicuramente preferibile all'alternativa prospettata dal marxismo. In questo senso è lo stesso autore a definire la sua dottrina «moderatamente conservatrice nelle conseguenze che implica». È a questo che si riferiscono diversi autori quando definiscono la teoria keynesiana come una "Rivoluzione per salvare il capitalismo", o quando sostengono che «in contrasto con il mutamento a un tempo sollecitato e previsto da Marx, il risultato conseguito da Keynes consistette in quanto egli permetteva che restasse immutato».
Keynes previde perciò nella Teoria generale che il suo lavoro avrebbe condotto a una rivoluzione nel modo di intendere la politica economica e l'intervento dello Stato nell'economia: il pensiero keynesiano ebbe in effetti un'enorme influenza nel periodo successivo alla seconda guerra mondiale. Il boom del dopoguerra fu favorevole all'adozione di politiche basate sui precetti keynesiani e fino agli anni settanta la teoria dell'economista di Cambridge fu quella maggiormente in voga, sia nello studio dell'economia politica, sia nelle politiche economiche dei governi.
Il pensiero keynesiano si fece spazio ben presto negli ambienti accademici statunitensi, con qualche resistenza eccellente (uno su tutti, Joseph Schumpeter). I principali "apostoli" dei contenuti della Teoria generale furono Alvin Hansen e Lauchlin Currie. Il primo, inizialmente acceso sostenitore della teoria ortodossa, fu in seguito il maggior sostenitore delle idee esposte nell'opera di Keynes. Lauchlin Currie, che fu funzionario della Federal Reserve e consigliere economico del presidente, favorì l'adozione di politiche fondate sulla nuova teoria. Altro accademico importante nel campo della diffusione del pensiero keynesiano fu Simon Kuznets, il quale, attraverso i suoi modelli statistici, avvalorò le idee che prevedevano un intervento a sostegno della domanda aggregata.
Inizialmente, gli economisti neoclassici si erano limitati a cercare punti di contatto tra la loro visione dell'economia e le ricette di Keynes. Nacque il cosiddetto modello della sintesi neoclassica della teoria keynesiana, meglio conosciuto come modello IS-LM, incentrato sull'applicazione delle teorie di Léon Walras sull'equilibrio economico generale alle conclusioni della Teoria generale.
Tra gli anni sessanta e gli anni settanta, come già accennato, emerse un nuovo problema, del quale la Teoria generale non si era occupata in maniera approfondita: l'inflazione, accompagnata da disoccupazione. La stagflazione di quegli anni rese l'approccio keynesiano meno popolare tra economisti teorici e uomini di governo. Così come in un periodo di disoccupazione e deflazione aveva trionfato un economista che proponeva idee per risolvere questi problemi, allo stesso modo durante gli anni settanta ebbe successo il monetarismo, il cui principale esponente era Milton Friedman, tutto incentrato sul controllo dell'inflazione e sul ritorno a concezioni liberiste della politica economica.
Una rinascita delle teorie di Keynes si è avuta con il sorgere della nuova macroeconomia keynesiana ad opera di economisti come Olivier Blanchard, Edmund Phelps, Joseph Stiglitz e altri. Essa si basa sull'informazione incompleta che colpirebbe le conoscenze degli operatori economici, portandoli ad una posizione di equilibrio, definita come una situazione in cui, pur non essendovi equilibrio in senso stretto, ovvero uguaglianza tra domanda e offerta, nessuno ha interesse a modificare i propri comportamenti. Ciò deriva dall'imperfezione della concorrenza, a sua volta provocata dal sussistere di asimmetrie informative.

### Edizioni dellaTeoria generalein lingua originale e in italiano
- (EN) John Maynard Keynes, The General Theory of Employment, Interest and Money, Londra, Macmillan, 1936.
- John Maynard Keynes, Teoria generale dell'occupazione, dell'interesse e della moneta, a cura di Alberto Campolongo, Collezione Storia e dottrine economiche, Torino, UTET, 1947.
- John Maynard Keynes, Teoria generale dell'occupazione, dell'interesse e della moneta, Collezione Classici dell'economia, Torino, UTET, 1971.
- John Maynard Keynes, Teoria generale dell'occupazione, dell'interesse e della moneta, a cura di Terenzio Cozzi, Prefazione di Giuseppe Berta, Torino, UTET, 2006, ISBN 88-02-07355-4.
- John Maynard Keynes, Teoria generale dell'occupazione, dell'interesse e della moneta, trad., introduzione e cronologia di Giorgio La Malfa, note a cura di G. La Malfa e Giovanni Farese, Collezione I Meridiani, Milano, Mondadori, 2019, ISBN 978-88-046-8955-3.

### Pubblicazioni
- Richard Ferdinand Kahn, The Relation of Home Investment to Unemployment, in Economic Journal, giugno 1931,  pp. 173-193, ISSN 0013-0133 (WC · ACNP).
- Joan Robinson, The Second Crisis of Economic Theory, in American Economic Review, vol. 62, SBN RMS1226381.
- (EN) Jacques Rueff, The Fallacies of Lord Keynes' General Theory, in The Quarterly Journal of Economics, LXI, n. 3, maggio 1947,  pp. 343-367, DOI:10.2307/1879560.
- (EN) Jacques Rueff, The Fallacies of Lord Keynes' General Theory: Reply, in The Quarterly Journal of Economics, LXII, n. 5, novembre 1948,  pp. 771-782, DOI:10.2307/1883471.
- (EN) Paul A. Samuelson, Lord Keynes and the General Theory, in Econometrica, vol. 14, n. 3, luglio 1946,  pp. 495-518.
- (EN) David Sanz Bas, Hayek's Critique of The General Theory: A New View of the Debate between Hayek and Keynes (PDF), in The Quarterly Journal of Austrian Economics, vol. 14, n. 3, Fall 2011,  pp. 288-310. URL consultato il 20 maggio 2012.
- (EN) James Tobin, The Fallacies of Lord Keynes' General Theory: Comment, in The Quarterly Journal of Economics, LXII, n. 5, novembre 1948,  pp. 763-770, DOI:10.2307/1883470.

### Saggi
- (EN) Alvin Hansen, A Guide to Keynes, New York, McGraw-Hill, 1953, ISBN 0-07-026046-X. Traduzione italiana:  Alvin Hansen, Guida allo studio di Keynes, a cura di Antonio Maria Fusco, Napoli, Giannini, 1977, ISBN 88-7431-083-8.
- John Maynard Keynes, Esortazioni e profezie, a cura di Silvia Boba, Milano, Il saggiatore, 1994, ISBN 88-428-0203-4.
- Marco Musella, Disoccupazione, guerra e globalizzazione, Torino, Giappichelli, ISBN 88-348-3424-0.
- Joseph E. Stiglitz, I ruggenti anni Novanta, Torino, Einaudi, ISBN 88-06-17651-X.

### Storia dell'economia e del pensiero economico
- Franca Assante e Maurizio Colonna; Giuseppe Di Taranto;Giuseppe Lo Giudice, Storia dell'economia mondiale (secc. XVIII-XX), Bologna, Monduzzi, 1995, ISBN 88-323-5720-8.
- John Kenneth Galbraith, Storia dell'economia, Milano, RCS Rizzoli, 2006, ISBN 88-17-11514-2.
- Giorgio Ruffolo, Cuori e denari. Dodici grandi economisti raccontati a un profano, Torino, Einaudi, 2005, ISBN 88-06-17458-4.
- Donald E. Moggridge, Keynes, Glasgow, Fontana/Collins, 1976, ISBN 0-00-634193-4.
- Robert Skidelsky, Keynes, Bologna, Il Mulino, 1998, ISBN 88-15-06312-9.
- (EN) Michael Stewart, Keynes and After, Penguing Books Ltd, 1991, ISBN 0-14-013651-7.

### Teoria economica, manualistica
- Mario Arcelli, L'economia monetaria e la politica monetaria dell'Unione Europea, Padova, Cedam, 2002, ISBN 88-13-23938-6.
- Bruno Jossa, Macroeconomia, Padova, Cedam, 2000, ISBN 88-13-22280-7.